# Olga Syahputra
Yoga Syahputra, conocido artísticamente como Olga Syahputra (Yakarta, 8 de febrero de 1983 - Singapur, 27 de marzo de 2015), fue un actor, comediante, presentador de televisión y cantante indonesio. Olga interpretó a personajes de travestis pero negó pertenecer a la comunidad LGBT.

## Biografía
Olga nació en Yakarta, el mayor de siete hermanos. Cuando era niño, a cada famoso o uno de sus ídolos favoritos que conocía se colaba para pedir sus autógrafos. Más adelante tuvo la suerte de ser contratado y trabajar en una película titulada "Bocah Lenong". Su personaje principal exigía tener una formación avanzada para formar parte de una empresa productora llamada "Ananda Studio". Como no tenía dinero, Olga se vio obligado a vender un refrigerador para pagar sus clases de actuación. Su amigo, Bertrand Antolín, le compró un nuevo refrigerador para él.
Mientras se encontraba en el Ananda Studio, Olga trabajaba con frecuencia, aunque con un pequeño negocio. Olga también era asistente del cantante Rita Sugiarto. La perseverancia finalmente dio sus frutos cuando comenzó a obtener personaje en telenovelas, incluyendo en Kawin Gantung y Si Yoyo. Luego se convirtió en presentador de televisión en un programa de televisión llamada Ngidam, que fue emitido por la red televisiva SCTV, junto a Jeremy Thomas. Olga también incursionó en la comedia llamada "Jangan Cium Gue" seguido por la extravaganza de ABG en 2005. En ese momento, su nombre se estaba volviendo muy conocido en Indonesia. Su gran año fue en 2007, cuando apareció con Indra Bekti y Barends Indy en los premios Ceriwis por la red televisiva de TV Trans.
En 2008, Olga se convirtió en presentador de televisión de los eventos de música en el monring Dahsyat muestra en RCTI. Su copresentador desde marzo de 2011 ha sido Jessica Iskandar. Se ha especulado que Olga se casaría con Jessica. [4]
Olga ganó premios como uno de los favoritos anfitiones de la televisión, los siguientes premios que ganó fueron Panasonic Awards en 2009 y 2010, publicado por RCTI, MNCTV y Global TV. Además de dedicarse a la televisión, también debutó como actor de cine en películas como Skandal Cinta Babi Ngepet y Mau Lagi (lanzado como Cintaku Selamanya).
Olga también se ha dedicado a la música como cantante, ya que publicó dos canciones tituladas, "Hancur Hatiku" y "Jangan Ganggu Aku Lagi", que fueron lanzados como singles bajo el sello discográfico de Nagaswara.
Olga falleció el 27 de marzo de 2015 debido a una meningitis.

## Filmografía
- Tina Toon dan Lenong Bocah The Movie (2004)
- Susahnya Jadi Perawan (2008)
- Basahhh... (2008)
- Cintaku Selamanya (2008)
- Mas Suka, Masukin Aja-Besar Kecil I'ts Okay (2008)
- Pacar Hantu Perawan (2012)
- Taman Lawang (2013)

## Televisión

### Sinetron(soap operas)
- Senandung Masa Puber
- Kawin Gantung
- Si Yoyo
- Doo Be Doo
- Tarzan Cilik
- Mr. Olga
- Mengejar Cinta Olga
- Mengejar Cinta Olga 2
- Mengejar Cinta Olga 3

### Comedias
- Jangan Cium Gue
- Extravaganza ABG
- New Prime Time
- Saatnya Kita Sahur
- Opera Van Java
- OKB
- Seger Bener
- Sinden Gosip
- Wayang On Stage
- Pesbukers (ANTV)
- Waktunya Kita Sahur (Trans TV)
- Wayang Bandel (Trans TV)
- Yuk Kita Sahur (Trans TV)
- Yuk Keep Smile (Trans TV)

### Variedades
- Ngidam (SCTV)
- Ceriwis (Trans TV)
- Akhirnya Datang Juga (Trans TV)
- Gong Show (Trans TV)
- Dahsyat (RCTI)
- Dangdut Never Dies (TPI)
- OMG (ANTV)
- Online (Trans TV)
- Piala Dunia Tawa (TPI)
- Apa Ini Apa Itu (RCTI)
- Catatan Si Olga (ANTV)
- Target Operasi (RCTI)
- Korslet (Trans TV)

## Logros
- Panasonic Awards 2009: Favorita Musical Variety Show Presenter
- Panasonic Awards 2009: Comediante favorito
- Indonesia Kids Choice Awards 2009: Presente Favoritos
- Panasonic Gobel Awards 2010: Favorita Musical Variety Show Presenter
- Panasonic Gobel Awards 2010: Comediante favorito
- Panasonic Gobel Awards 2010: Favorito Nominado Talk Show Presentador
- Indonesia Kids Choice Awards 2010: Presente Nominado Favoritos